# Megalechis thoracata

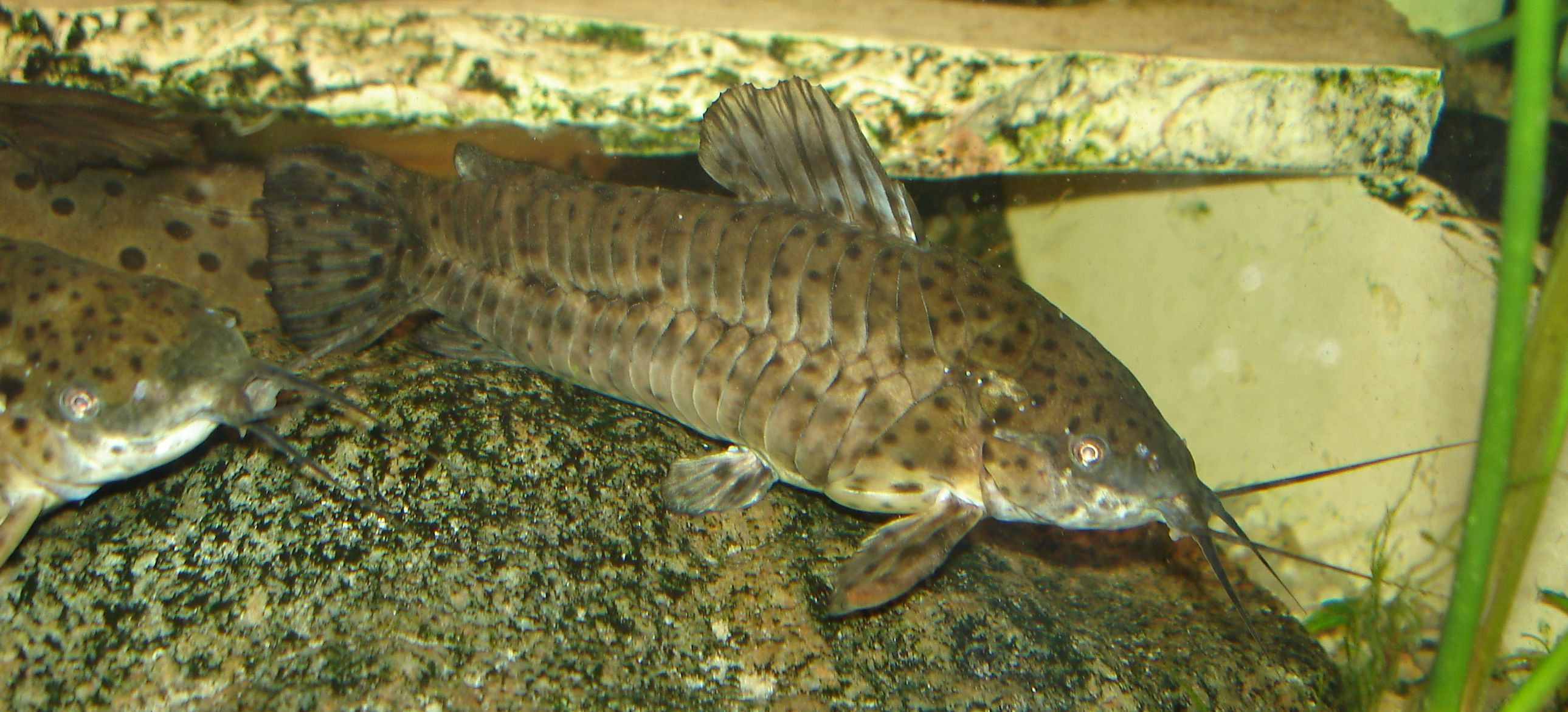

Megalechis thoracata (лат. ) — пресноводная рыба из семейства панцирных сомов.

## Описание
Длина тела в природе до 12,5 см, в аквариумах вырастает до 20 см. Общий фон окраски от темно-коричневого в молодости до бежеватого во взрослом состоянии, по всему телу разбросаны черные, правильной формы пятна, хвостовой плавник как правило темнее всего тела, в молодости практически черный. Брюшко беловатое. Имеет 2 пары усов, одна из них направлена вперед и вниз, другая вверх и в стороны.

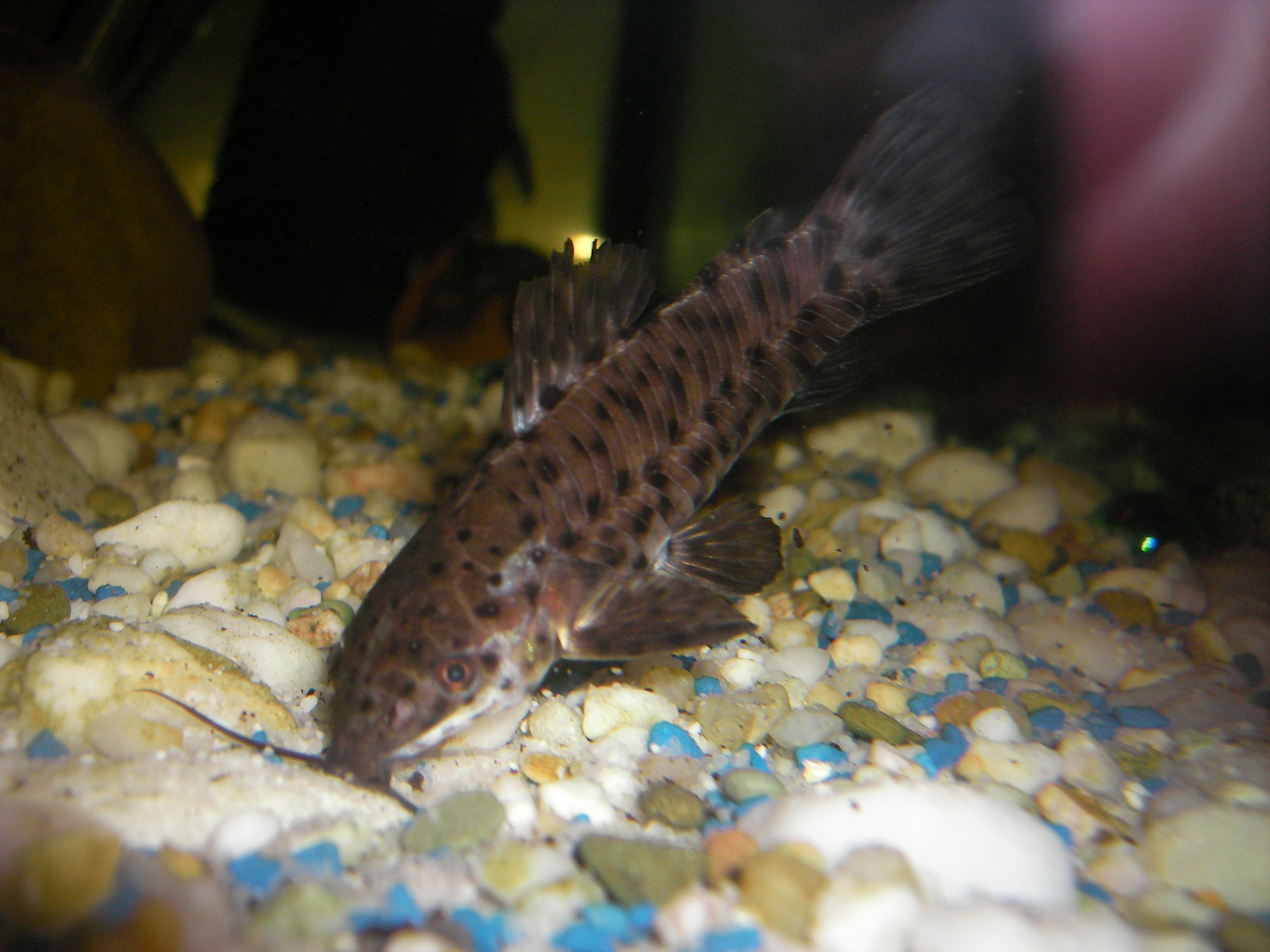

Самец отличается от самки первым лучом грудного плавника, который имеет вид твердого, костяного шипа оранжево-красного цвета. Самка заметно полнее самца.

## Ареал
Обитает в центральной и северной частях Южной Америки: в бассейне Амазонки, Ориноко, в верховьях бассейна реки Парагвай, прибрежных реках северной Бразилии и Гайаны, на некоторых островах вблизи южноамериканского побережья.

## Содержание
Как и все представители семейства, агрессивности или склонности к хищничеству не проявляет. Пик активности в сумерках, температура воды +19…+27 °C, жёсткость воды до 20°dH, pH = 6,7—7,6.

## Разведение
Половое созревание в 8—14 месяцев. Нерест стимулируется симуляцией сезона дождей. Самец строит пенное гнездо. Можно отметить, что строительство пенного гнезда нехарактерно для представителей близкого рода Corydoras, но отмечается у очень далёкой ветви азиатских тропических рыб — лабиринтовых (Anabantoidei). Как и у лабиринтовых, самец охраняет икру. Плодовитость — 500—1200 икринок. Время развития икры — 3—10 суток.